# F5网络公司
F5网络公司（F5, Inc.）又稱F5公司，是一家专门从事应用层服务和应用交付网络的美国公司。F5公司总部位於华盛顿州西雅图，在全球各地设有开发、制造和行政办事处。
F5最初提供基于负载均衡的产品，但此后該公司的產品線扩展至應用加速、應用程式安全和阻斷服務攻擊防御等領域。
該公司的競爭對手有思杰系统和Radware。

## 历史
2014年，F5 Networks以4940万美元收购Defense.Net。
2019年3月11日，開發Nginx的Nginx公司被F5网络公司以6.7億美元收购
2021年9月20日，F5 (FFIV) 已同意以 6800 万美元收购云安全和工作负载保护专家 Threat Stack。Threat Stack 总部位于波士顿，专注于基础设施和应用程序的云安全和合规性。 其云原生应用保护功能为客户提供云基础设施和工作负载的实时威胁检测。

## 外部連結
- 官方网站
- Community Website - https://devcentral.f5.com （页面存档备份，存于）
- - F5 Networks的商業數據：Google Finance
  - Yahoo! Finance
  - Reuters
  -  SEC filings

47°37′20″N 122°21′49″W / 47.622219°N 122.363493°W